# Castillo real de Varsovia
El castillo real de Varsovia (en polaco: Zamek Królewski w Warszawie) es un palacio barroco-neoclásico ubicado en el parte vieja de Varsovia (Polonia). Fue la residencia oficial de los reyes polacos hasta 1795, año en que desapareció la Mancomunidad Polaco-Lituana. En la actualidad es sede de la Fundación Polaca de Historia y Cultura, que ha restructurado y acondicionado parte del castillo como un museo, el Museo del Castillo.
Este castillo es el punto de partida de la turística "Ruta Real" de Varsovia (Trakt Królewski).

## Ubicación

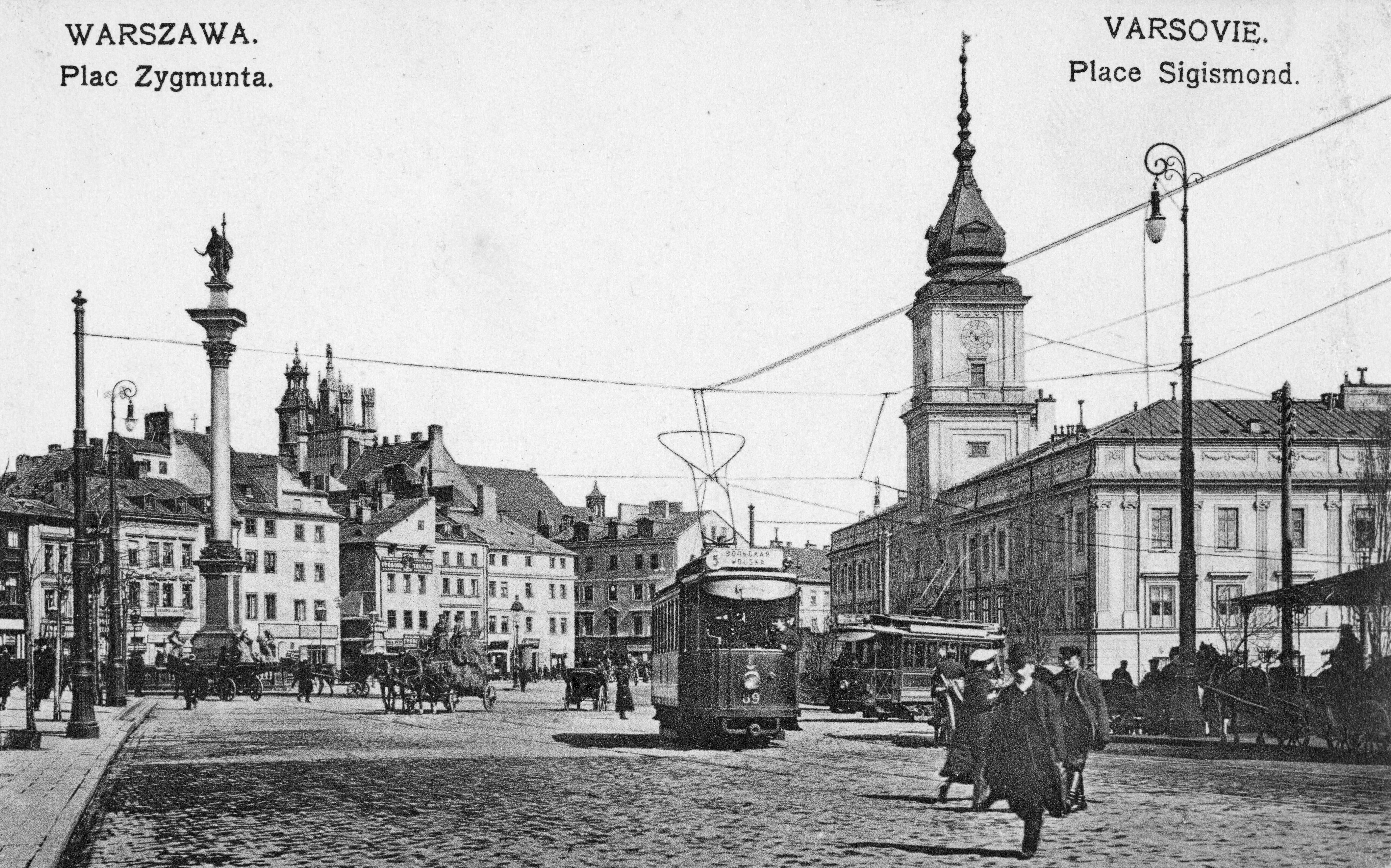
La Plaza del Castillo, circa de 1910.

El castillo se encuentra en la entrada sur del barrio viejo (distrito de Śródmieście), donde converge la calle Krakowskie Przedmieście (Suburbio de Cracovia) con la calle Podwale, formando la Plaza del Castillo. Paralelamente a esta última calle corre la antigua muralla, cuyo trayecto a la altura de la plaza del Castillo fue demolido en el siglo XVIII.
Enfrente del Castillo Real se alza la columna de Segismundo. Desde la parte posterior del castillo (la que da al oriente) se puede contemplar el río Vístula.

## Historia

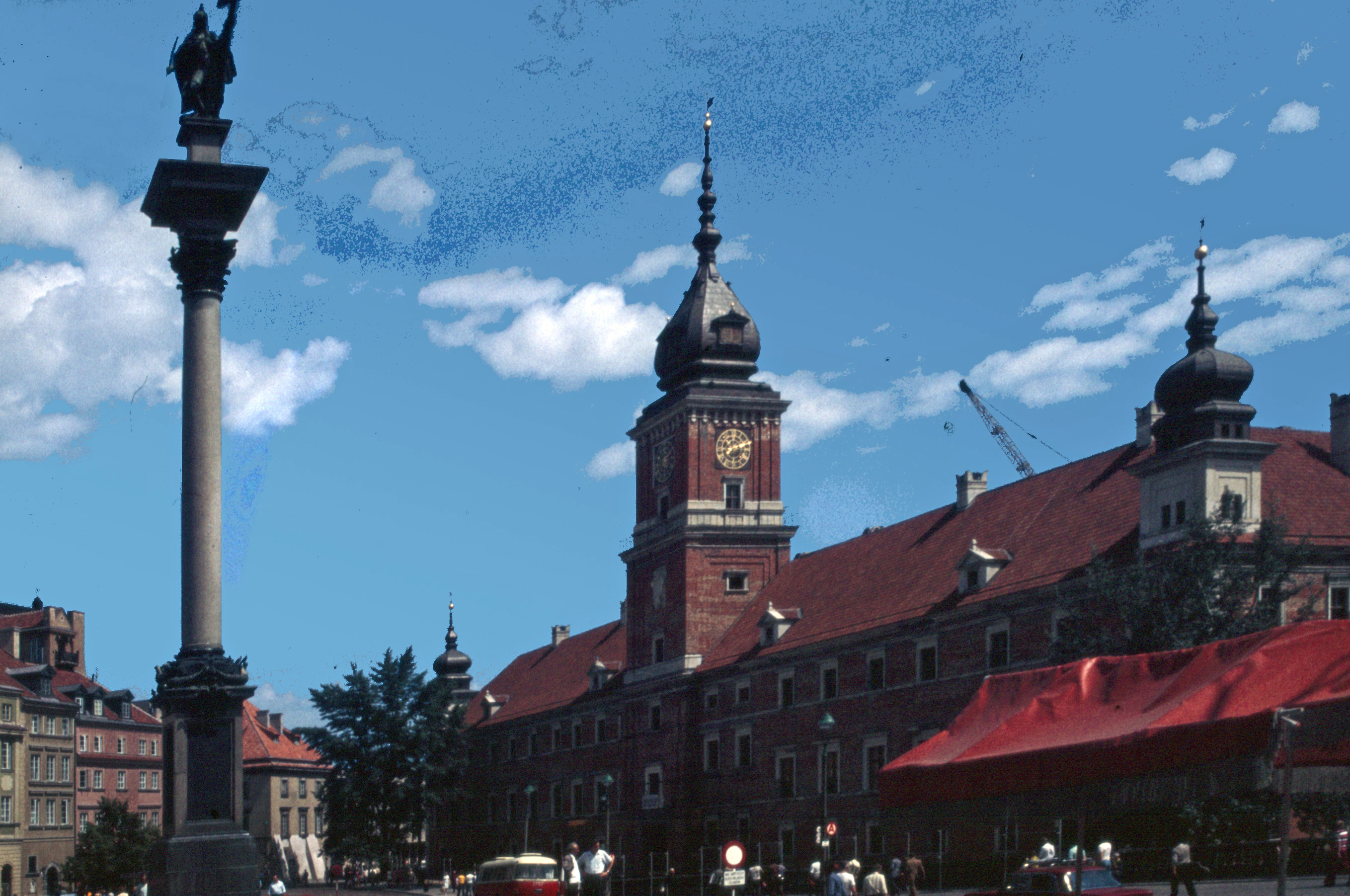
El Castillo Real durante la reconstrucción después de la Segunda Guerra Mundial (1971-1984).

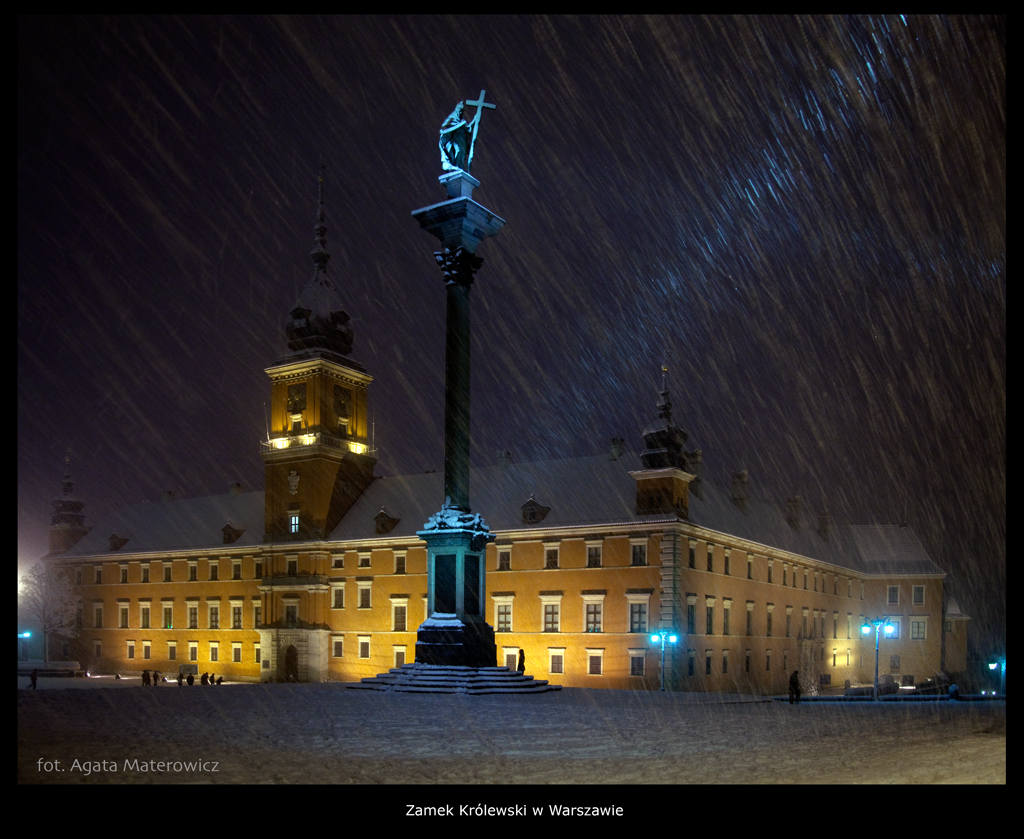
Castillo Real de Varsovia

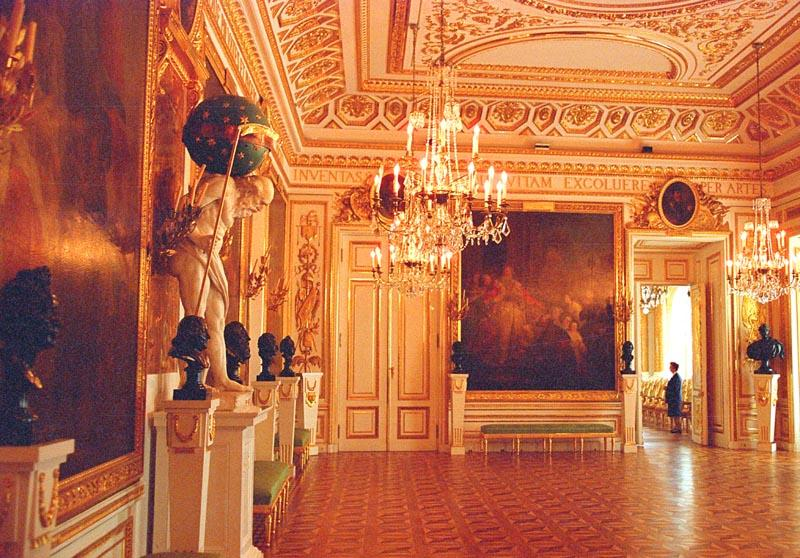
Salón Nacional

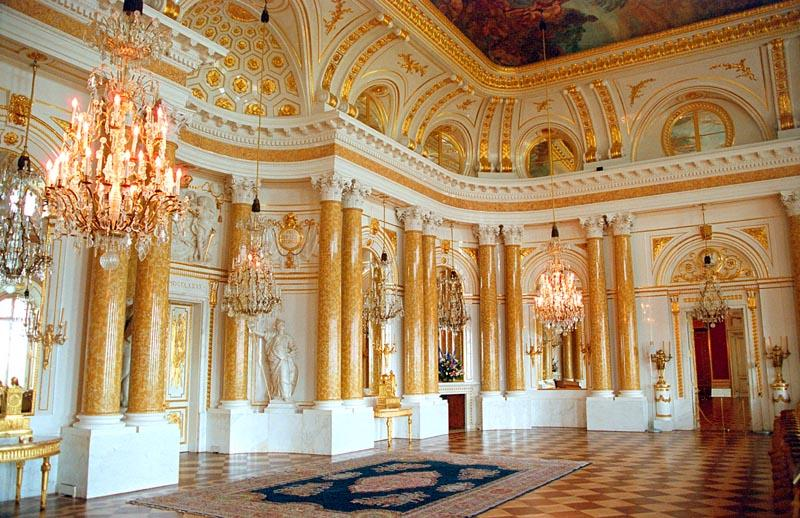
Gran Salón de la Asamblea

Los inicios del castillo real se remontan al siglo XIV, cuando fue fundada la torre de la Unión (hoy torre Grodzka). Fue ampliado en los siglos XVI y XVII. Bajo el reinado de Segismundo III (r. 1587-1632), se convirtió en residencia real y adquirió la forma actual. Fue asimismo sede del Parlamento (Sejm) y centro cultural del país. Destruido a mediados del siglo XVII, en las guerras con Suecia, recuperó nuevamente su esplendor durante el reinado de la dinastía de Wettin.
En la segunda mitad del siglo XVIII por órdenes del rey Estanislao Augusto Poniatowski fue reconstruido el interior del castillo y se crearon dos salas: la Grande y la Real.

### Destrucción
En septiembre de 1939 durante la Invasión alemana de Polonia de 1939  el Castillo fue bombardeado donde resultó dañado gravemente,En 1944 fue completamente destruido durante la Destrucción Planificada de Varsovia por la Alemania Nazí

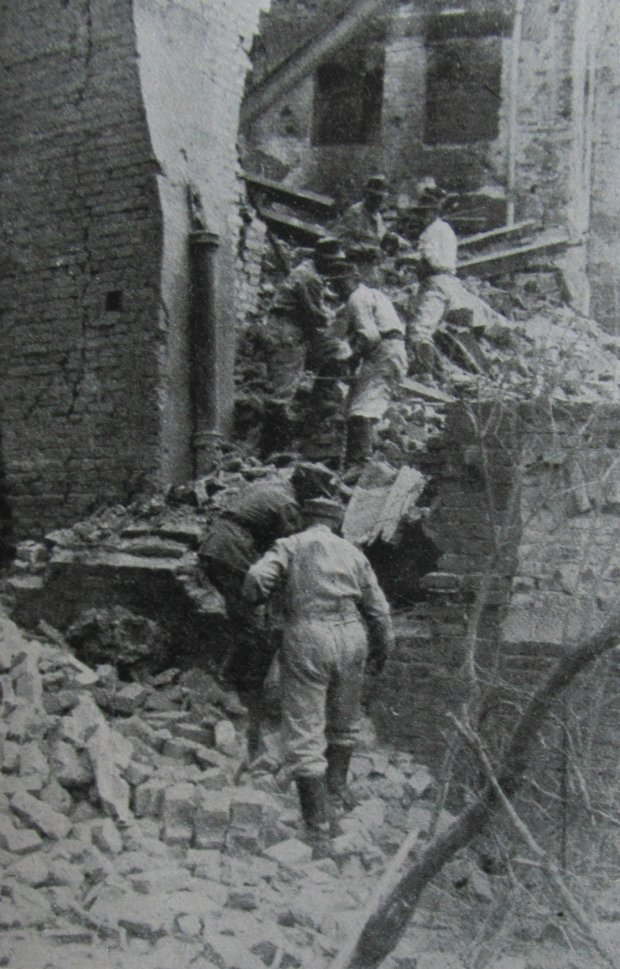
Sprengkommando se está prepara para destruir el Castillo Real de Varsovia, 8 de septiembre de 1944

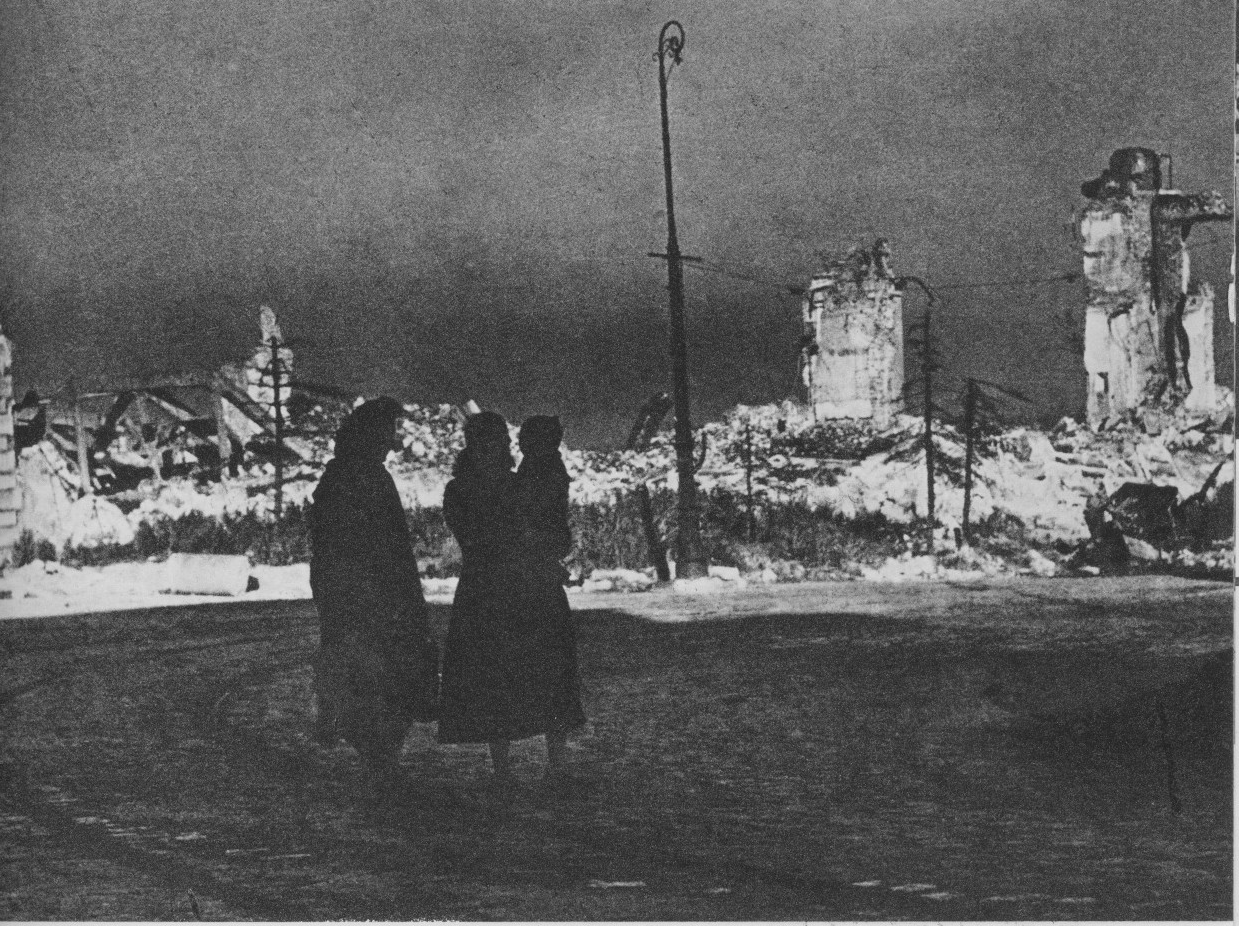
Plaza del Castillo Real destruida, Varsovia, 1945

## Arquitectura
El Castillo Real consta de un edificio principal, casi rectangular, cuya fachada principal está orientada al occidente. En el centro de este cuerpo se encuentra un amplio patio. En la parte posterior del edificio hay dos alas: una se prolonga hacia el norte y conserva la misma arquitectura que el resto de la edificación y la otra se prolonga hacia el este, constituyendo el Palacio del Techo de Cobre, palacio adyacente del siglo XVIII.
El edificio, construido a base de ladrillos, consta de tres plantas más el ático y presenta una fachada sobria. En la fachada occidental se encuentra la entrada principal en lo que se constituye como una torre de 60 m de altura (la torre del Reloj), coronada por una cúpula verde abulbada.
A diferencia, la fachada oriental, desde la que se pueden contemplar los jardines del castillo y el río Vístula, es más elaborada: cuenta con tres cuerpos, uno en el medio y los otros dos laterales, que sobresalen del resto de la construcción. Las dos partes que no sobresalen tienen una serie de arcos en la planta baja (cuatro arcos cada parte). Los dos cuerpos laterales poseen un frontón con mediorrelieves que representan una alegoría de dos ángeles alados con flautas sosteniendo la insignia y la corona de los reyes polacos. Coronando el frontón hay tres bustos caballerescos. El cuerpo central, que termina en una semi-cúpula verde, cuenta también con un par de esculturas alegóricas laterales y una central de mayores dimensiones, que representa dos torsos de caballeros con cascos y capas militares bordeando el escudo de la dinastía Vasa y la corona real.

## Galería

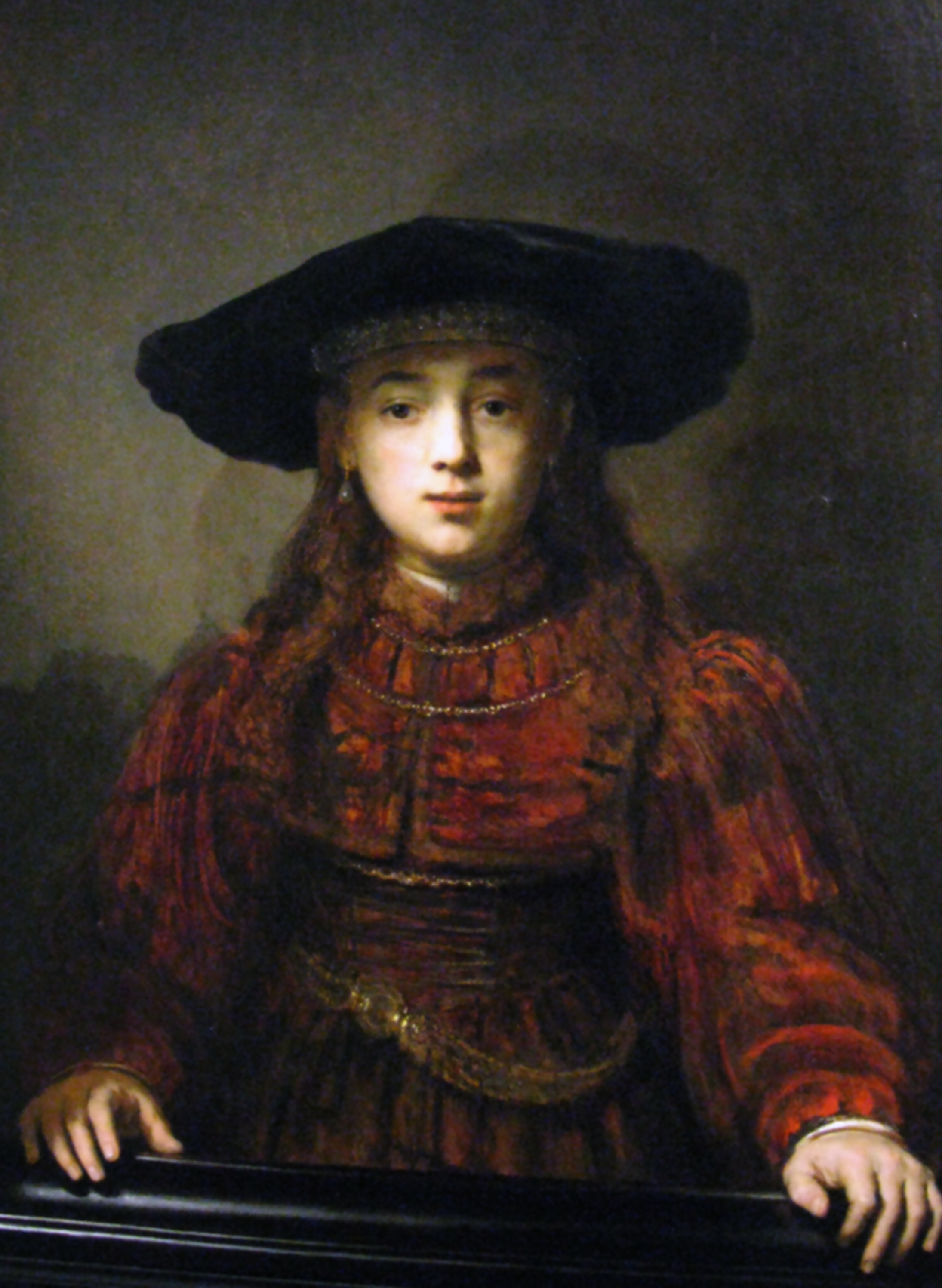
Niña en un marco, Rembrandt 1641
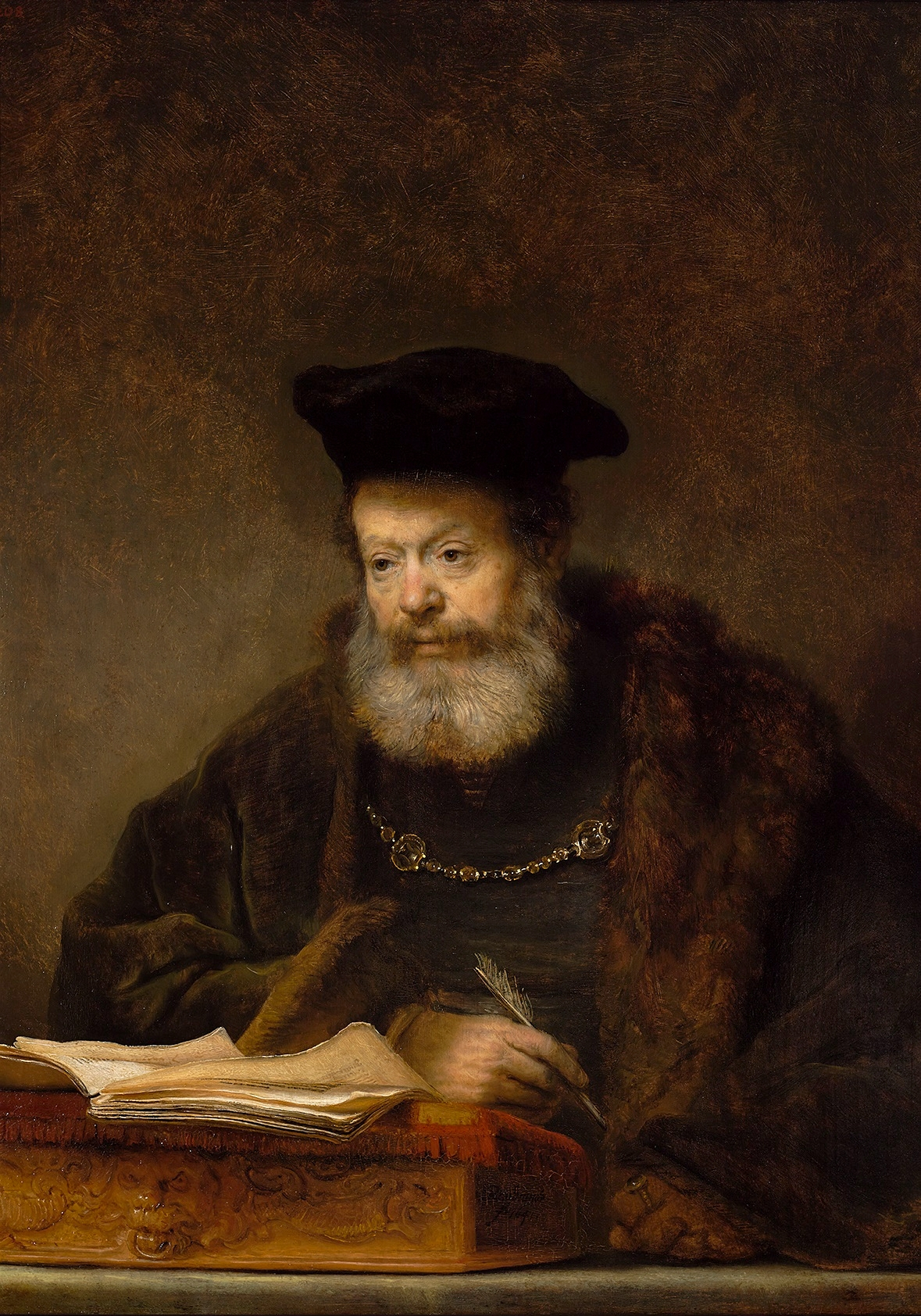
Sabio al pulpitre, Rembrandt 1641
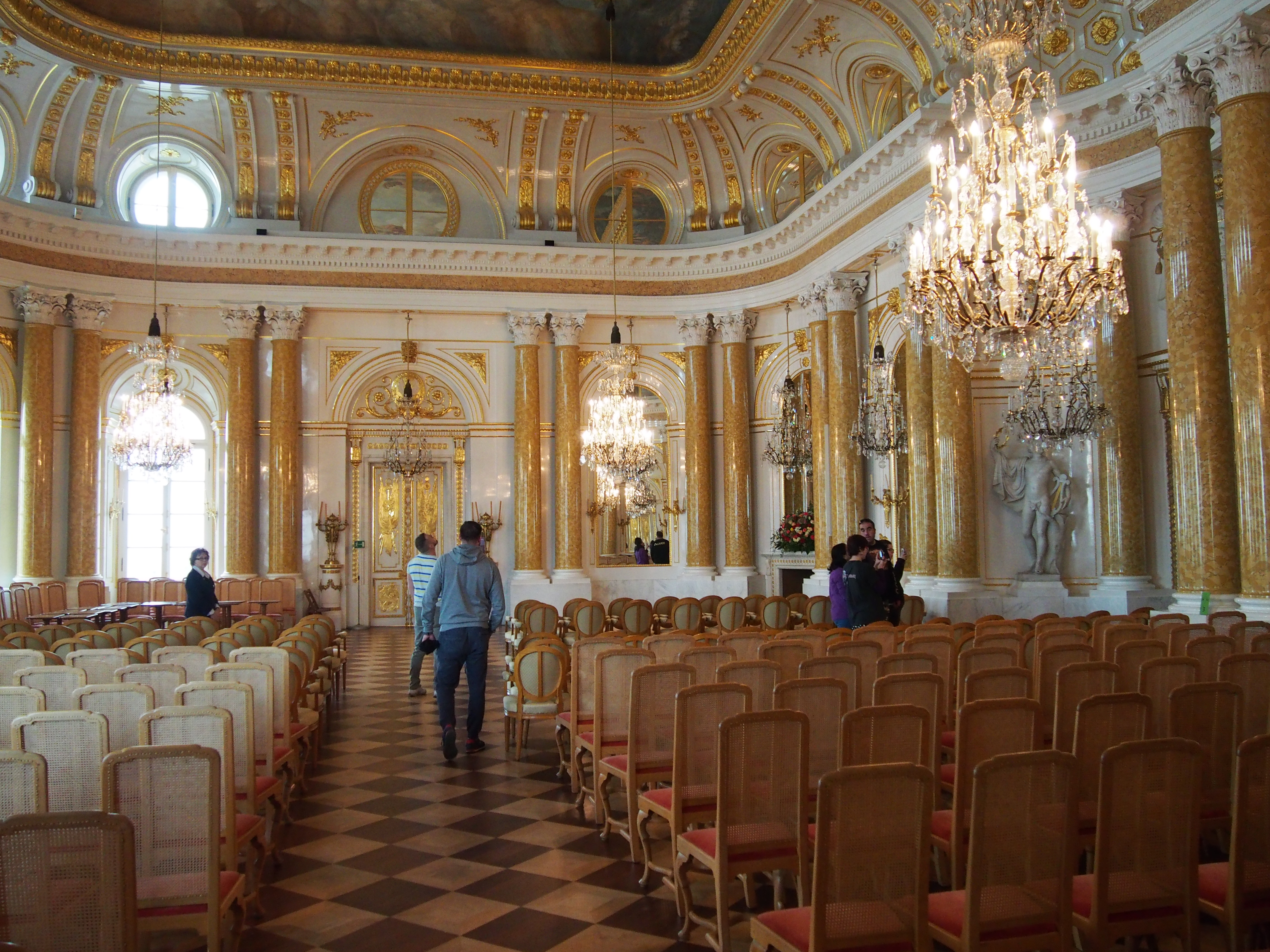
Gran Sálon
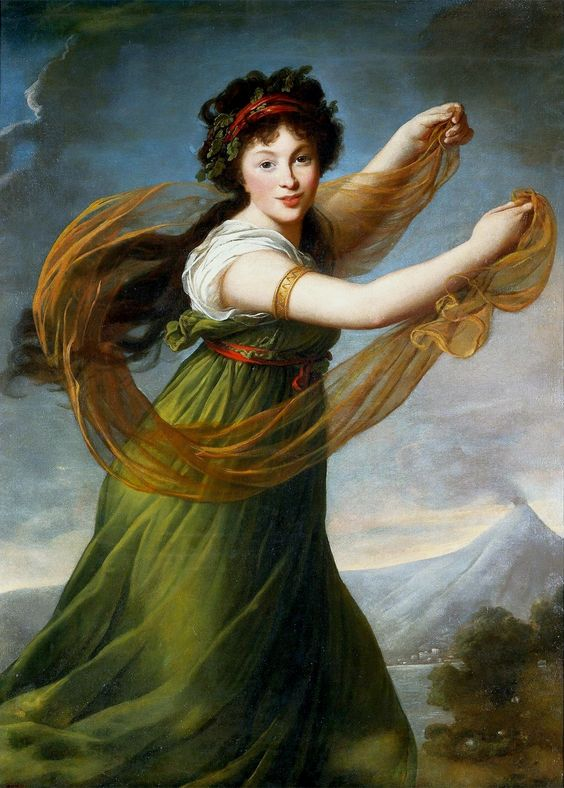
Retrato de Pelagia Sapieha, de soltera Potocka, Elisabeth Vigée-Lebrun 1794
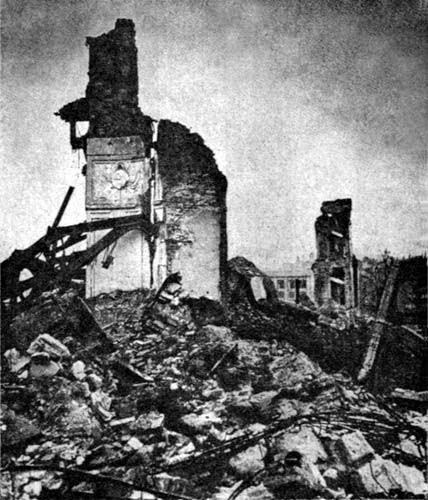
El Castillo Real de Varsovia destruido en 1945